# Boletina griphoides
Boletina griphoides är en tvåvingeart som beskrevs av Edwards 1925. Boletina griphoides ingår i släktet Boletina och familjen svampmyggor. Arten är reproducerande i Sverige. Inga underarter finns listade i Catalogue of Life.